# 斯捷比利
51°14′48″N 24°53′11″E / 51.24667°N 24.88639°E
斯捷比利（烏克蘭語：Стеблі），是烏克蘭的村落，位於該國西部沃倫州，由科韋利區負責管轄，始建於1586年，面積2.24平方公里，海拔高度178米，2001年人口295，人口密度每平方公里131.7人。